# Équipe cycliste CCT-Champion System
Pour l'équipe chinoise ayant existé de 2010 à 2013, voir Équipe cycliste Champion System.
Pour l'équipe qui a porté le nom Champion System-MAX Success Sports en 2010, voir Équipe cycliste MAX Success Sports.
L'équipe cycliste CCT-Champion System est une équipe continentale néo-zélandaise basée en Belgique créée fin 2014 pour une première saison en 2015. Elle participe essentiellement aux épreuves de l'UCI Europe Tour.

## Histoire de l'équipe

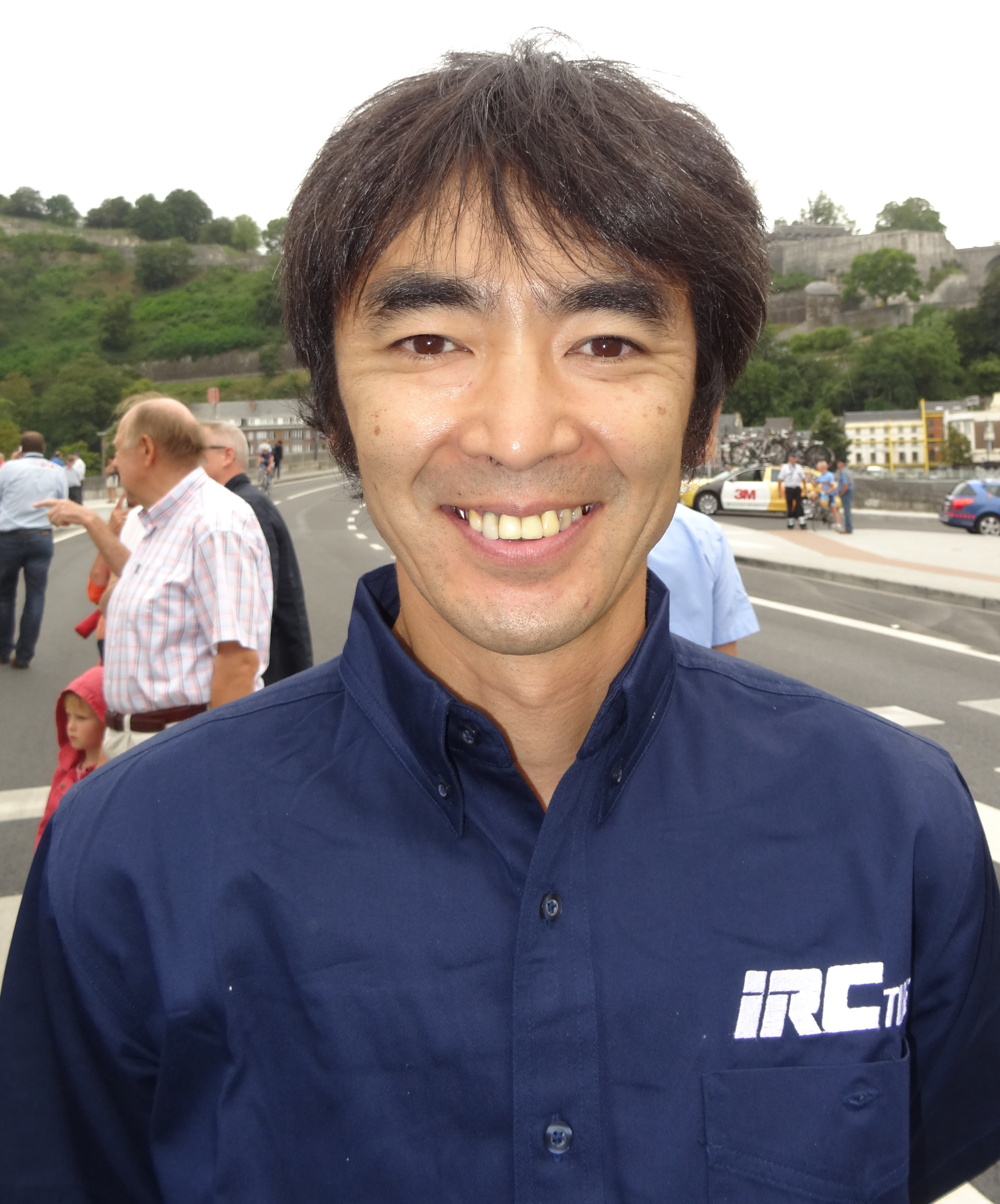
Ken Hashikawa lors du départ de la 1re étape du Tour de la province de Namur 2014 à Jambes.

### 2014: création
Le sponsor Champion System décide fin 2014 de relancer une équipe continentale à son nom. Franky Van Haesebroucke, qui était directeur sportif de l'ancienne équipe chinoise qui a existé de 2010 à 2013, est impliqué dans le projet, mais cette nouvelle équipe n'a pas de liens avec l'ancienne. Walter Maes est directeur sportif principal, il est assisté de Ken Hashikawa. Cette équipe court sous licence néo-zélandaise mais est basée en Belgique. Cependant l'équipe prend le nom de CCT-Champion System.

### 2015: première saison
La saison 2015 est la première saison de l'équipe continentale CCT-Champion System. Onze noms ont été donnés lors de l'annonce survenue à la mi-décembre 2014 : Darijus Džervus, Morten Gadgaard, Tom Goovaerts, Joshua Haggerty, Yūma Koishi, Suguru Tokuda, Tanzou Tokuda, Michael Vink, Sascha Weber, Ryan Wills et Matthew Zenovich. Sa première course est Kuurne-Bruxelles-Kuurne.

## Classements UCI
UCI Oceania Tour
| Saison | Classement par équipes | Meilleur coureur au classement individuel |
| ------ | ---------------------- | ----------------------------------------- |
| 2015   | 12e                    | Michael Vink (35e)                        |

## Principaux résultats

### Championnats nationaux
- Championnats du Japon sur route : 1
  - Contre-la-montre espoirs : 2015 (Yūma Koishi)
- Championnats de Nouvelle-Zélande sur route : 1
  - Contre-la-montre : 2015 (Michael Vink)